# Jacques Cardona
Pour les articles homonymes, voir Cardona (homonymie).
 (mars 2021).
Jacques Cardona, né le 25 juin 1946 à Blagnac (Haute-Garonne) et mort le 1er décembre 2008 à Aussonne, est un auteur-compositeur-interprète et producteur de musique français.

## Biographie
Originaire de Haute-Garonne, Jacques Cardona suit des études de sciences économiques et sociales à Toulouse puis débute dans la musique dans un groupe sous le nom d’Apollo.
En 1971, au 36 de la rue Condorcet à Toulouse, dans un petit garage pour remiser les voitures, il installe le « studio Condorcet » avec Roger Loubet — futur chef d'orchestre et arrangeur pendant 25 ans de Michel Sardou — et les frères Jean-Michel et François Porterie, avec qui il codirige le studio. En 1975, le studio déménage au 48 de la rue Matabiau à Toulouse.
Tous ces amis musiciens aux compétences très complémentaires, vont fabriquer un son unique grâce à Roger Loubet, le « magicien orchestrateur », François Porterie, considéré comme un des meilleurs preneurs de son français, et Jacques Cardona, « touche à tout de génie », auxquels viendront se rajouter d'autres musiciens toulousains de très haut niveau, comme Pierre Téodori, Patrice Locci, Jean-Louis Pujade (futur Émile et Images), etc.
Le studio Condorcet devient rapidement célèbre pour la qualité du son « à la californienne », appelé par tous les professionnels[Qui ?] le « son Condorcet », qui dépasse de loin celui des studios parisiens, alors qu'au départ il n'a été créé que pour travailler uniquement les propres musiques de ce groupe d'amis musiciens dont Pierre Groscolas, qui met en place ses premières compositions comme Fille du vent.
Avec ses trois confrères, Jacques Cardona constitue ensuite le groupe The Sweepers dont il est le chanteur. Le groupe obtient un succès européen avec le titre Harlem song qui n'a toutefois qu'un succès d'estime en France.
Pendant des années le studio ne désemplira pas et les artistes seront nombreux à y enregistrer : Johnny Hallyday, Francis Cabrel, Adamo, Gloria Gaynor, Jimmy Cliff, Dick Rivers, Gérard Lenorman, Hugues Aufray, Serge Guirao, Lara Fabian, Richard Cocciante, Mike Brant, Michel Sardou, Gold, Bernard Demichelis, Pierre Grocolas, etc.
Le producteur Haim Saban, cofondateur du groupe Saban Entertainment avec Shuki Levy, contacte Jacques Cardona à la fin des années 1970 et lui propose de devenir interprète de génériques pour des séries d'animation tels  Ulysse 31 (1981), Les Mystérieuses Cités d'or (1983), Inspecteur Gadget (1983) ou encore Lucky Luke (1984). Les chansons avec paroles en français sont enregistrées au studio Condorcet.
À partir 1981, Jacques Cardona produit et développe la carrière du groupe Gold et cède le studio en 1985 à Bernard Laville.
Après la cession du studio il ne se consacre plus qu'à la composition de musiques.
Jacques Cardona compte de nombreuses compositions pour des artistes tels que Claude François, Johnny Hallyday, Francis Cabrel, Adamo, Gloria Gaynor, Jimmy Cliff, Dick Rivers, Hugues Aufray, Lara Fabian, Richard Cocciante, Marie Myriam (Tout est pardonné) Mike Brant, Michel Sardou (Tous les bateaux s'envolent), Gold (Capitaine abandonné, Plus près des étoiles, Ville de lumière) et il coréalise l'album Cadillac de Johnny Hallyday avec Étienne Roda-Gil (1989), Pierre Groscolas, etc.
Dans les années 2000, il projette de réaliser un album de musique « classique » avec des chœurs d'opéra.
Jacques Cardona meurt d'un accident vasculaire cérébral le 1er décembre 2008 à Beauzelle, à l'âge de 62 ans. Il est inhumé au cimetière d'Aussonne (Haute-Garonne).

## Auteur-compositeur

### Singles
- 1970 : Moebius Bottle (avec François Porterie) : O my mother
- 1973 : Frank : On s'aimera , Interprète :
- 1973 : Red Moon : Summer sun, Interprète :
- 1974 : The Sweepers : Bye bye baby
- 1975 : The Sweepers : Harlem song
- 1977 : Skeff : Panpan Kuku
- 1981 : La Voix du peuple : Fait' plus l'autruche votez Coluche
- 1985 : Gold :  Plus près des étoiles
- 1985 : Gold :  Capitaine abandonné
- 1986 : Gold :  Laissez-nous chanter
- 1986 : Gold :  Ville de lumière
- 1986 : Marie Myriam et Jacques Cardona :  Tout est pardonné
- 1987 : Michel Sardou :  Tous les bateaux s'envolent
- 1987 : Vladimir Max :  Quelle importance
- 1988 : Lara Fabian : Croire

### Album
- 1989 : Johnny Hallyday : Cadillac
- 1991 : Johnny Hallyday : Ça ne change pas un homme
- 1995 : Rose Laurens : Envie

## Interprète-compositeur génériques télé
- Lucky Luke
  - 1983 : Bang Bang Lucky Luke
- Frank, chasseur de fauves (série télévisée)
  - 1983 : Frank Chasseur de fauves
- Inspecteur Gadget[4] (1983)
  - Inspecteur Gadget[4],
  - Inspecteur Gadget, La chanson de Fino,
  - Inspecteur Gadget, La chanson de Sophie ;
- 1983 : Les Mystérieuses Cités d'or
  - Les cités d'or (Générique),
  - Les Mystérieuses Cités d'Or, Thème de Tao,
  - Les Mystérieuses Cités d'Or, Thème de Zia ;
- 1983 : Ulysse revient - 2e version du générique
  - Ulysse 31 : qui battra qui ?,
  - Ulysse 31, La chanson des Dieux,
  - Ulysse 31, Thémis et Nono,
  - Ulysse 31, Ulysse revient,
  - Ulysse 31, Vol du vaisseau.

## Publication
- avec Gérard Solivere, Le testament de l'Omeyyade, Bibliophane (Daniel Radford), 2007, 412 p.Roman sur l'ésotérisme et l'égyptologie.